# Kathedraal van Honolulu

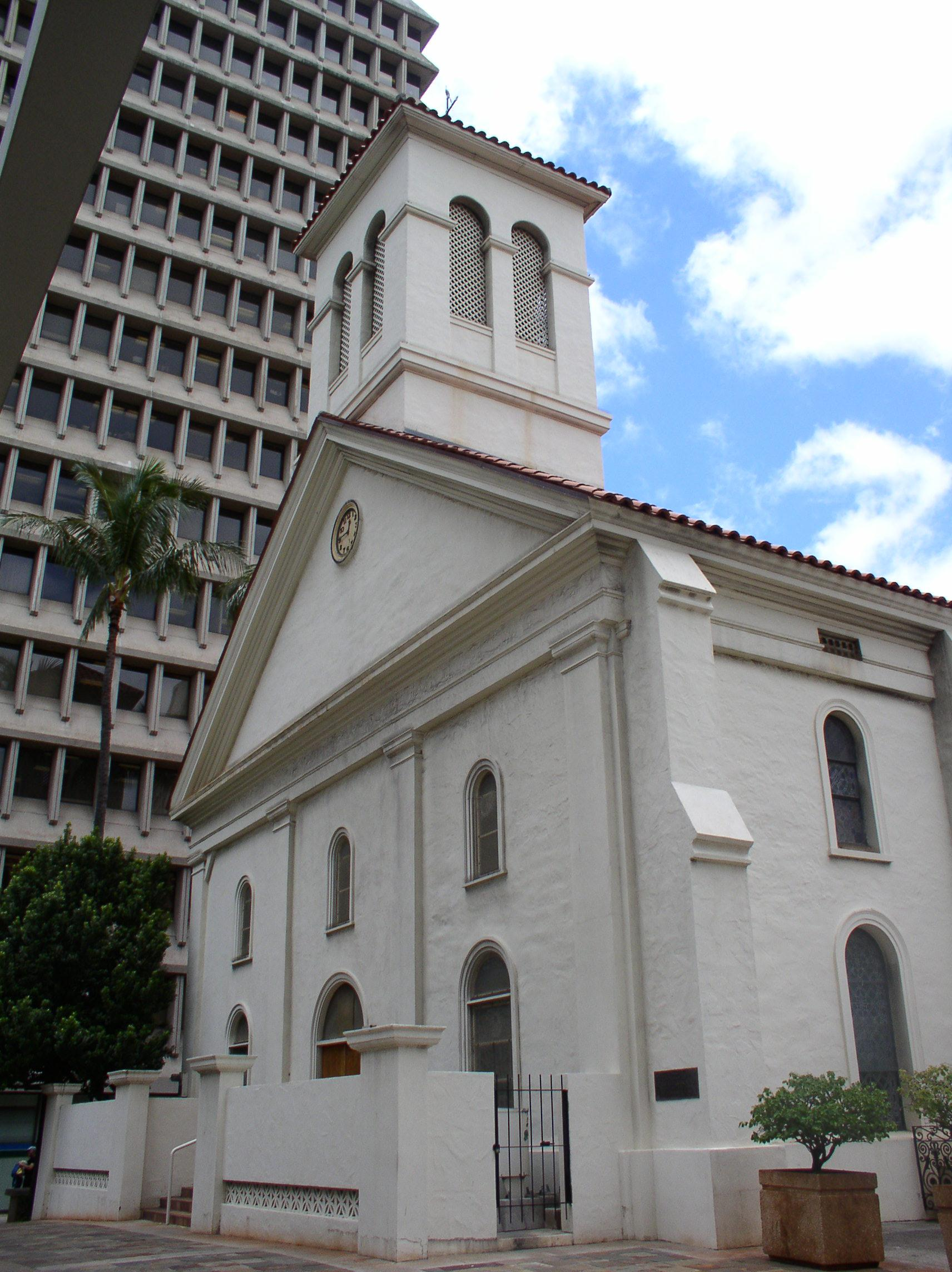
Oostelijke zijde

De kathedraal van Honolulu of de kathedrale basiliek van Onze-Lieve-Vrouw van Vrede (Engels: Cathedral Basilica of Our Lady of Peace) is een rooms-katholieke kerk in Honolulu. Als kathedraal is het de zetel van het in 1941 opgerichte bisdom Honolulu. In 2014 kreeg de kathedraal de titel van basilica minor.

## Geschiedenis
In 1828 werd begonnen met de bouw van de kathedraal om te dienen als zetel van de in 1825 opgerichte apostolische prefectuur van de Sandwicheilanden. Maar in 1831 werden alle katholieke priesters, inclusief bisschop Alexis Bachelot van de Congregatie van de Heilige Harten van Jezus en Maria, op bevel van koning Kamehameha III het Koninkrijk Hawaï uitgezet. Ze konden pas terugkeren na een Franse militaire interventie in 1839. Op 15 augustus 1843 werd de kathedraal ingewijd. In 2014 kreeg de kathedraal de titel van basilica minor wegens haar spiritueel en historisch belang.

## Beschrijving
Sinds de bouw van de kerk in de eerste helft van de 19e eeuw is ze ingesloten geraakt tussen wolkenkrabbers in het centrum van Honolulu.
De kathedraal is gebouwd met blokken koraal van de kusten van Kaka’ako. De klokken toren werd in 1917 bijgebouwd. Het orgel werd in 1934 in gebruik genomen. In de kathedraal werden Pater Damiaan en de heilige Marianne Cope begraven. Nadat het lichaam van Pater Damiaan in 1936 naar België werd overgebracht, is er nog een reliek van de Vlaamse heilige in de kathedraal.

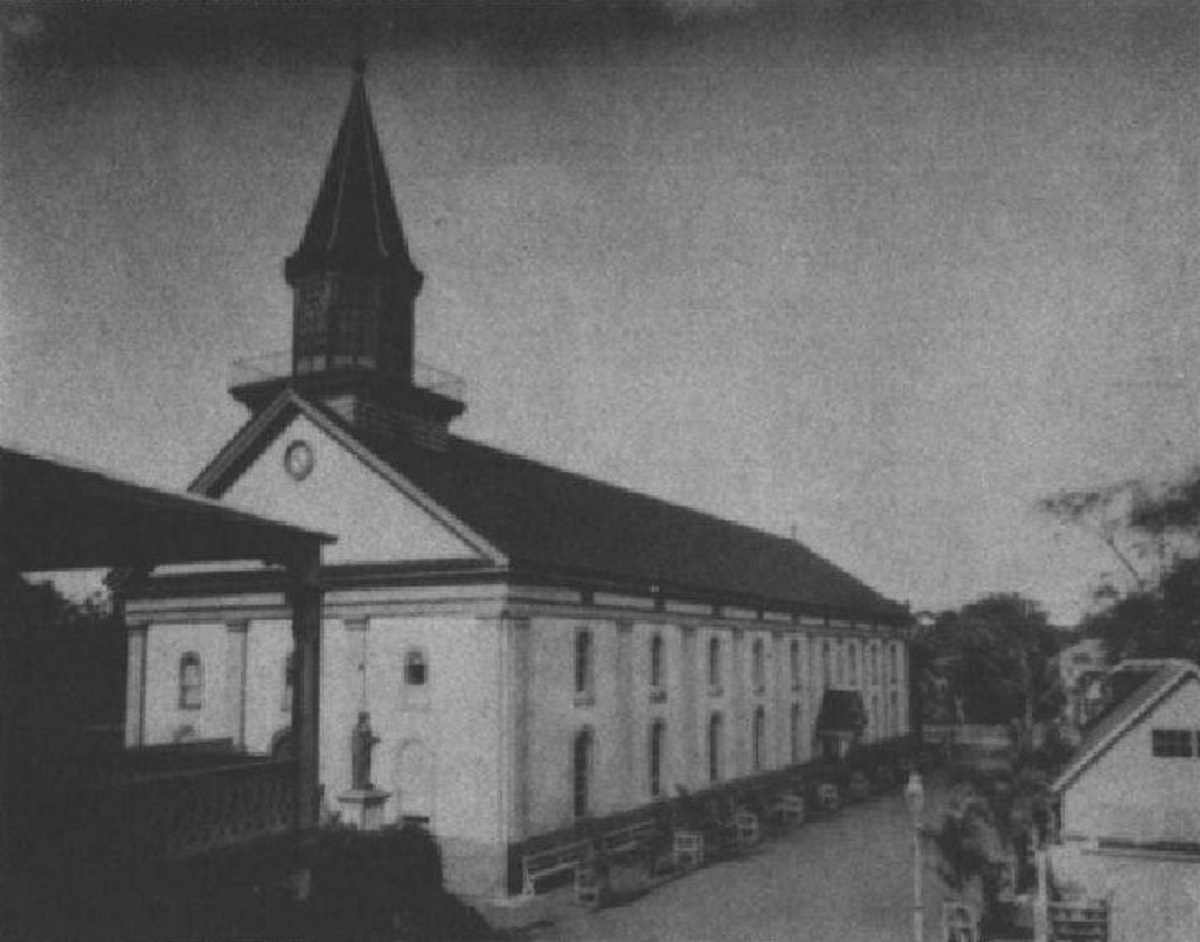
De kathedraal in de tweede helft van de 19e eeuw
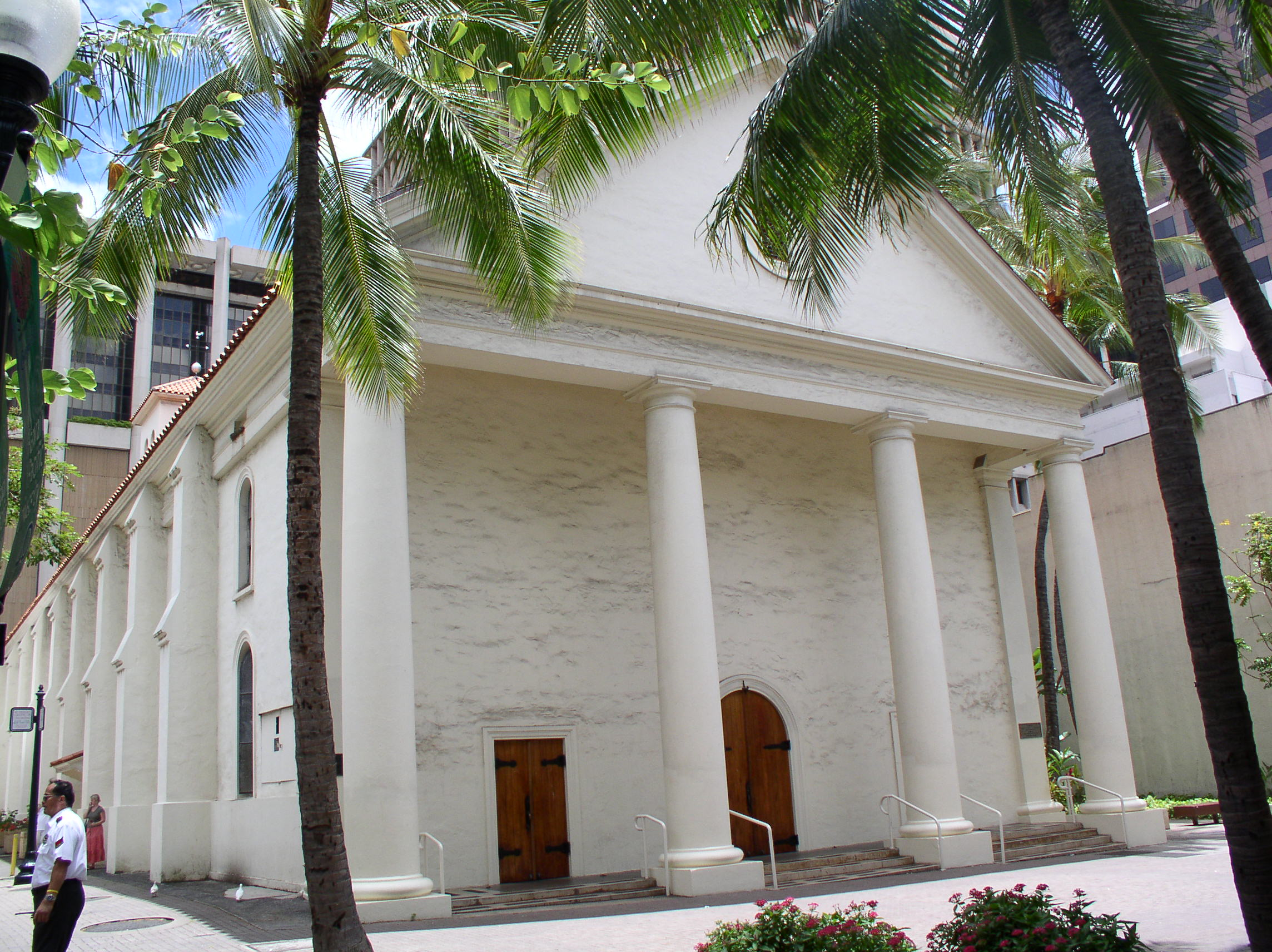
Westelijke zijde
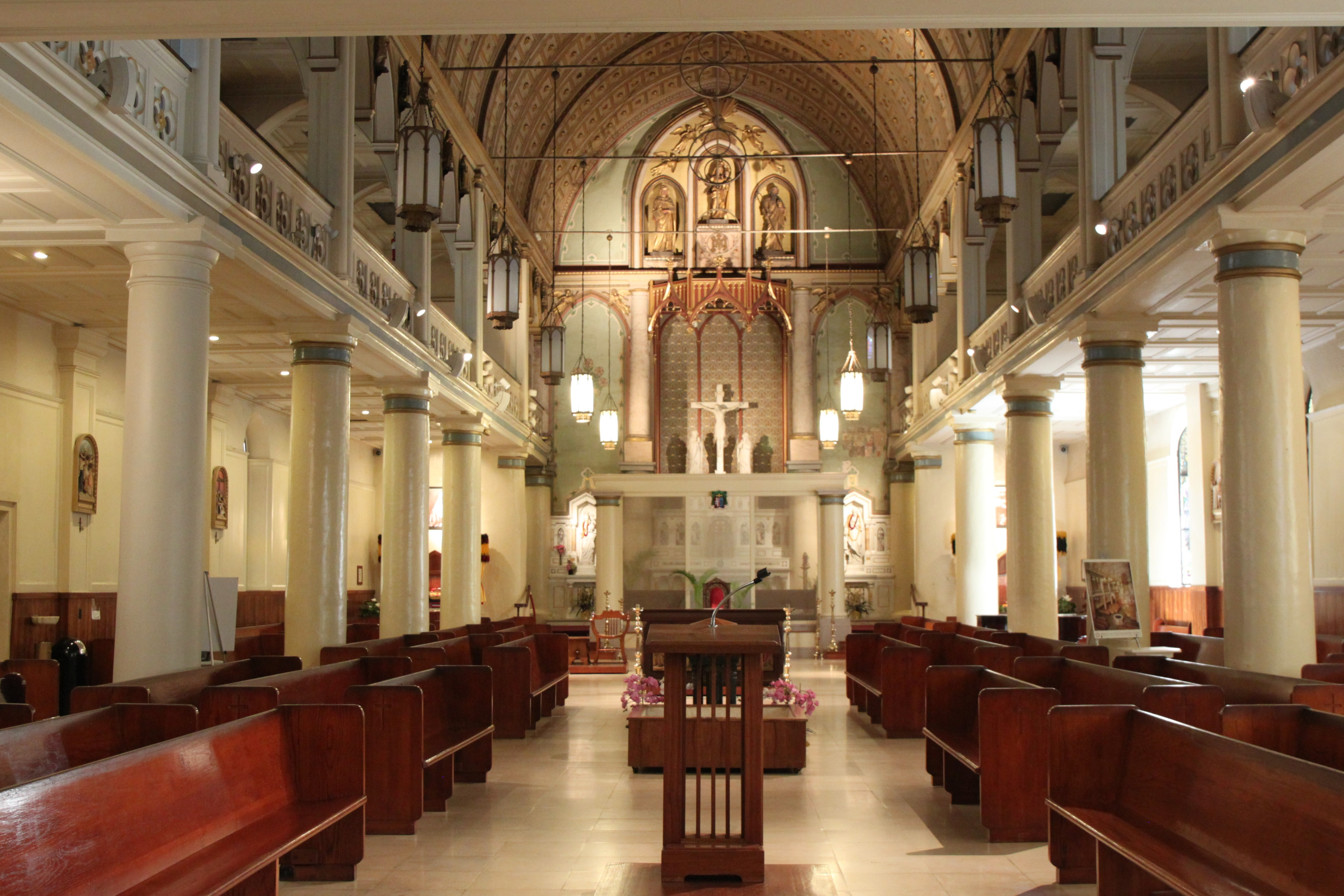
Interieur
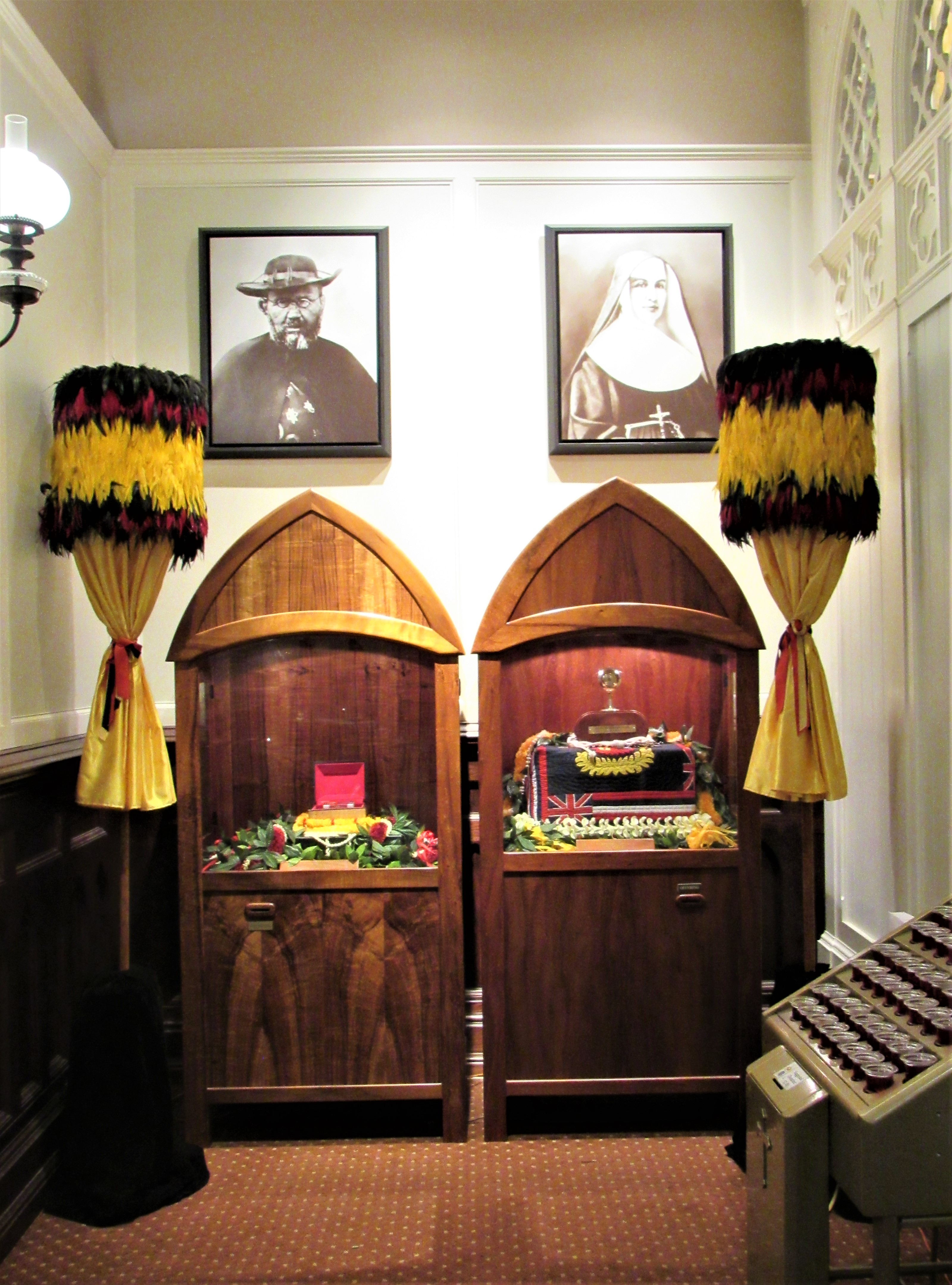
Schrijn voor Pater Damiaan en de heilige Marianne Cope
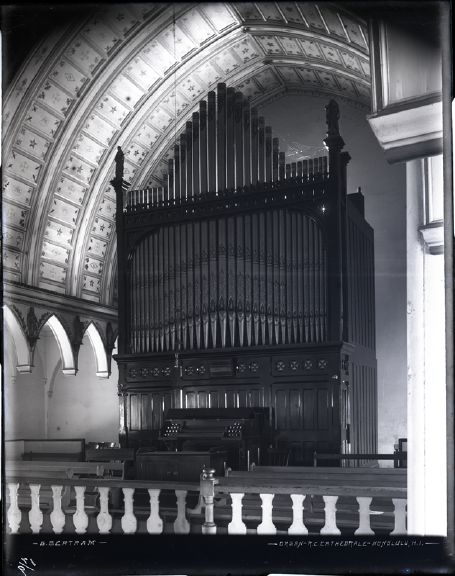
Orgel